# Monte Cristo (bedrijf)
Monte Cristo was een Frans softwarebedrijf. Het bedrijf ging in mei 2010 failliet, nadat Cities XL teleurstellend verkocht. Het heeft een aantal computerspellen ontwikkeld, waaronder:
- City Life
- Cities XL
- Fire Department
- Fire Department 2
- Fire Department 3